# Thiên hoàng Go-Yōzei
Thiên hoàng Go-Yōzei (後陽成 Go-Yōzei- tennō, 31 tháng 12 năm 1571 - ngày 25 tháng 9 năm 1617) là Thiên hoàng thứ 107 của Nhật Bản theo danh sách kế thừa truyền thống. Triều đại của ông kéo dài từ năm 1586 đến năm 1611, tương ứng với hai thời kỳ là Azuchi-Momozama (Chiến Quốc) và thời Mạc phủ Tokugawa.

## Phả hệ
Tên thật của ông là Katahito. Ông là con trai trưởng của thái tử Masahito và là cháu đích tôn của Thiên hoàng Ōgimachi. Mẹ của ông hiện chưa rõ tên thật.
Tháng 11/1586, sau khi cha mình là thái tử Masahito qua đời vì bạo bệnh, thân vương Katahito kế vị chức Hoàng thái tử kế ngôi ông nội.

## Lên ngôi Thiên hoàng
Ngày 17 tháng 12 năm 1586, ngay sau khi ông nội vừa thoái vị thì thân vương Katahito kế vị ông làm vua, lấy hiệu là Thiên hoàng Go-Yōzei. Ông dùng lại niên hiệu của ông nội, đặt làm niên hiệu Tenshō nguyên niên (1586–1592).
Cuối tháng 12/1586, Thiên hoàng Go-Yōzei phong Toyotomi Hideyoshi làm Thái chính đại thần.
Tháng 8/1588, Thiên hoàng và một số đại thần viếng thăm dinh thự của Toyotomi Hideyoshi ở Kyōto. Đây là lần đầu tiên mà một hoàng đế xuất hiện trước công chúng kể từ năm 1521.
Tháng 8/1590, quân đội của Hideyoshi tấn công pháo đài Odawara (khu Kantō) của Hōjō Ujimasa. Kết thúc trận chiến, Hideyoshi chiến thắng và Hōjō Ujimasa bị chết sau khi pháo đài thất thủ, em trai ông này là Hōjō Ujinao đầu hàng Hideyoshi; kết thúc cuộc chiến tranh kéo dài giữa các daimyo sau khi loạn Onin chấm dứt ít lâu (1477 - 1590).
Tháng 5/1592, Toyotomi Hideyoshi phát động cuộc chiến tranh xâm lược Triều Tiên (1592 - 1598), lịch sử Nhật Bản gọi là Chiến tranh Nhật Bản-Triều Tiên (1592-1598). Cuộc chiến này huy động 300.000 quân Triều Tiên (có sự hỗ trợ của 3.000 quân Minh) và 130.000 quân Nhật tham chiến.
Ngày 21 tháng 10 năm 1600, quân đội của daimyo Tokugawa Ieyasu đánh bại Liên minh các daimyo phía Tây tại trận Sekigahara lừng danh. Sau chiến thắng này, Tokugawa Ieyasu trở thành người thống trị không chính thức của Nhật Bản.
Năm 1602, tượng Phật lớn ở Kyoto bị lửa thiêu hủy.
Ngay 24 tháng 3 năm 1603, Thiên hoàng Go-Yōzei ra sắc phong Tokugawa Ieyasu làm Shōgun (Chinh di đại tướng quân), mở đầu thời kỳ Mạc phủ Tokugawa.
Năm 1606, Thiên hoàng cho xây dựng lâu dài ở Edo.
Năm 1607, Thiên hoàng cho xây dựng tiếp lâu dài Suruga; cùng lúc đó sứ thần Trung Hoa sang tiếp kiến Thiên hoàng Nhật Bản.
Năm 1609, daimyo Shimazu Iehisa ở Satsuma đem quân xâm lược đảo Ryukyu.
Năm 1610, Thiên hoàng cho xây dựng lại tượng Phật đã bị thiêu hủy trong trận hỏa hoạn năm 1602.
Tháng 5/1610, Thiên hoàng Go-Yōzei thông báo ý định thoái vị và truyền ngôi cho con trai.
Ngày 09 tháng 5 năm 1611, Thiên hoàng Go-Yōzei tuyên bố thoái vị, nhường ngôi cho con trai thứ 3 là thân vương Kotohito. Thân vương sẽ lên ngôi, hiệu là Thiên hoàng Go-Mizunoo.

## Thoái vị
Sau khi rời ngôi, ông lui về ngự sở Sentō ở ẩn. Tại đây, ông bắt đầu can thiệp ít nhiều vào triều chính và hãy viết văn. Ông có xuất bản một quyển có tên Kobun Kokyo về các bài văn ông đã viết. Ông đồng thời cũng thăm thú vườn tược để thư giãn.
Tháng 9/1617, Thượng hoàng Go-Yōzei qua đời.

### Kugyō
- Quan bạch: Toyotomi Hideyoshi, 1585-1591
- Quan bạch: Toyotomi Hidetsugu, 1591-1595
- Quan bạch: Kujo Kanetaka, 1600-1604
- Quan bạch: Konoe Nobutada, 1605-1606
- Quan bạch: Takatsukasa Nobufusa, 1606-1608
- Quan bạch: Kujo Yukiie, 1608-1612
- Tả đại thần, Hữu đại thần: Konoe Nobuhiro
- Nội đại thần, Toyotomi Hideyori, 1603-16
- Đại nạp ngôn

### Niên hiệu
- Tenshō (1586–1592)
- Bunroku (1592-1596)
- Keichō (1596-1615)

## Gia đình
Phu nhân: Konoe Sakiko (近衛 前子) - Thái hậu Chūwa (中和 門院) (1575-1630)
- con gái đầu tiên: Công chúa Shoko (聖 興 女王) (1590-1594)
- con gái thứ hai: Ryūtōin-no-miya (龍 登 院 宮) (1592-1600)
- Con gái thứ ba: công chúa Seishi (清 子 内 親王) (1593-1674)
- con gái thứ tư: Công chúa Bunko (文 高 女王) (1595-1644)
- Con trai thứ ba: Hoàng tử Kotohito (政仁親王) (sau này là Thiên hoàng Go-Mizunoo) (1596-1680)
- con gái thứ năm: Công chúa Son'ei (尊 英 女王) (1598-1611)
- Con trai thứ tư: Konoe Nobuhiro (近衛信尋) (1599-1649)
- Con trai thứ bảy: Hoàng tử Yoshihito (好仁親王) (sau trở thành Takamatsu-no-miya) (1603-1638)
- Con trai thứ chín: Ichijo Akiyoshi (一条昭良) (1605-1672)
- con gái thứ sáu: Nội thân vương Teishi? (貞子 内 親王) (1606-1675)
- con trai thứ mười: Hoàng tử Morochika (庶 愛 親王) (sau này là tu sĩ Sonkaku) (1608-1661)
- con gái thứ mười hai: Công chúa Son'ren? (尊 蓮 女王) (1614-1627)

Ngự nữ: Nakayama Chikako (中山 親子) (1576-1608)
- Con trai đầu: Hoàng tử Katahito (良仁親王) (sau này là tu sĩ Kakushin) (1588-1648)
- con trai thứ hai: tu sĩ Shokai (承 快 法 親王) (1591-1609)

Ngự nữ: Hino Teruko (日 野 輝 子) (1581-1607)
- con trai thứ năm: Hoàng tử Toshiatsu (毎 敦 親王) (sau này là tu sĩ Sonsei) (1602-1651)

Ngự nữ: (? -1644) Jimyōin Motoko (持 明 院 基 子)
- Con trai thứ sáu: Hoàng tử Tsuneyoshi (常嘉親王) (sau này là tu sĩ Gyōnen) (1602-1661)

Ngự nữ: (? -1626) Niwata Tomoko (庭 田 具 子)
- Con trai thứ tám: tu sĩ Ryōjun (良純法親王) (1603-1669)

Ngự nữ: (? -1679) Hamuro Nobuko (葉 室 宣 子)
- con gái thứ XI: Công chúa Sonsei (尊 清 女王) (1613-1669)

Tỳ ?: Nishinotōin Tokiko (西 洞 院 時 子) (? -1661)
- con gái thứ bảy: Công chúa Eishū (永 崇 女王) (1609-1690)
- con gái thứ tám: Kō'un'in-no-miya (高 雲 院 宮) (1610-1612)

Thị nữ: Furuichi Taneko (古 市 胤 子) (1583-1658)
- con gái thứ chín: Rei'un'in-no-miya (冷 雲 院 宮) (1611)
- con trai thứ mười: Princely Priest Doko (道 晃 法 親王) (1612-1679)
- con gái thứ mười: Kūkain-no-miya (空 花 院 宮) (1613)

Thị nữ: Con gái của Chuto Tokohiro (中東 時 広) (-1680?)
- con trai thứ mười hai: tu sĩ (道 周 法 親王) (1613-1634)
- con trai thứ mười ba: tu sĩ Ji'in (慈 胤 法 親王) (1617-1699)